# Xpeng P7+
XPeng P7+ — це електричний седан представницького класу, виготовлений китайською компанією Xpeng, який був представлений у Китаї 10 жовтня 2024 року та на міжнародному автосалоні через чотири дні.

## Технічні характеристики

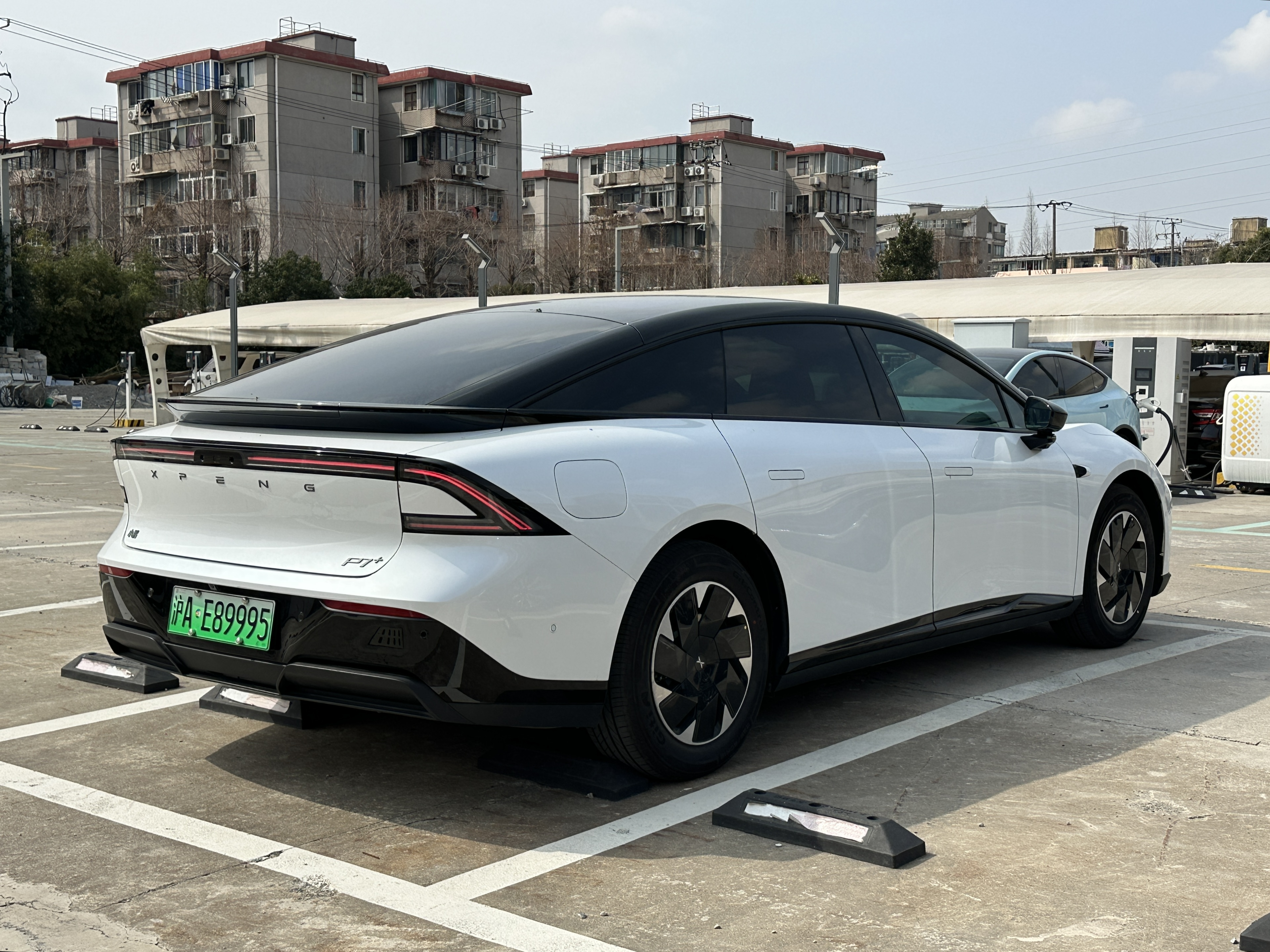
Вид ззаду

Він має подовжену колісну базу та першу реалізацію XPeng автономної системи водіння «лише для зору». Під назвою «AI Hawk» він використовує два чіпи Nvidia Orin X, які забезпечують обчислення 508 TOPS, разом із серією з одинадцяти камер, трьох радарів мм-хвильового діапазону та дванадцяти ультразвукових датчиків, але в наборі датчиків відсутній LiDAR. Він використовує першу в галузі реалізацію однопіксельних датчиків камери LOFIC (інтеграційний конденсатор бічного переповнення), які краще справляються зі сценаріями висококонтрастного освітлення, такими як заднє освітлення або відблиски фар у нічний час.
Хоча колісна база приблизно така ж, як у P7i, загальна довжина автомобіля на 168 мм більша. Це дозволяє збільшити внутрішній простір, значну критику P7i, з простором передніх сидінь 956 мм і 994 мм ззаду. І передні, і задні сидіння оснащені підігрівом, вентиляцією та масажем у стандартній комплектації. Сидіння водія має електрорегулювання до 12 напрямків, а задні сидіння мають електрорегулювання нахилу сидіння.
P7+ має майже безкнопкову приладову панель, майже всі елементи керування розміщені на 15,6-дюймовому центральному сенсорному екрані інформаційно-розважальної системи; 10,25-дюймова цифрова панель приладів управляється двома наборами кнопок і елементів керування, встановлених на двоспицевому кермі, які живляться від процесору Qualcomm Snapdragon 8295. Перед підлокітником центральної консолі розташований набір із двох підстаканників і подвійних вентильованих панелей для бездротової зарядки.
На задній частині центральної консолі є пара вентиляційних отворів і сенсорний екран для задніх пасажирів. На сенсорному екрані розміщено елементи керування функціями підігріву, вентиляції та масажу сидінь, керування зоною клімат-контролю в задній частині автомобіля, а також засоби керування мультимедіа з можливістю відтворення відео. Спинка передніх сидінь має відкидний столик, подібний до сидінь авіалайнерів, а також є елементи керування для переміщення переднього пасажирського сидіння вперед, щоб забезпечити більше місця для ніг. Спинки задніх сидінь також можна відкинути на 10 градусів.
Дах перекриває тонований панорамний люк площею 2,1 квадратних метра, який не має сонцезахисної шторки. Розроблена Xpeng звукова система складається з двадцяти динаміків Dynaudio. Вона включає в себе динамік, інтегрований у підголівник сидіння водія, який забезпечуватиме аудіо підказок навігації та телефонних дзвінків, не перериваючи аудіо для решти салону.
P7+ має багажник об’ємом 725 літрів, який збільшується до 2221 літра зі складеними задніми сидіннями. Він також має відділення під підлогою, але не має багажника, незважаючи на капот, що відкривається.
P7+ постачається з двома літій-залізо-фосфатними акумуляторами ємністю 60,7 або 76,3 кВт-год від Eve Power. Обидві батареї використовують електричну платформу 800 В із використанням електроніки з карбіду кремнію та підтримують зарядку до 3C від зарядних пристроїв 5C, в результаті чого заявлений час зарядки 30-80% становить 16 хвилин.
Він має коефіцієнт лобового опору 0,206 і має активні жалюзі радіатора. Ходова частина має подвійну поперечну підвіску спереду і багаторичажну незалежну підвіску ззаду.
Під час запуску в Китаї клієнти могли внести 99 юанів за попереднє замовлення, що давало б знижку 3000 юанів на загальну покупку, що призвело до 30 000 попередніх замовлень лише за 1 годину. і через 48 хвилин після відкриття.
| Потужність   | Крутний момент | Акумулятор       | Діапазон (CLTC) | 0-100 км/год |
| ------------ | -------------- | ---------------- | --------------- | ------------ |
| 245 к.с.     | 450 Нм         | 60,7 кВт/год LFP | 602-620 км      | 7 секунд     |
| 308-315 к.с. | 450 Нм         | 76,3 кВт/год LFP | 710 км          | 5,9 секунд   |